# Diário de Lisboa
El Diário de Lisboa fue un periódico vespertino lisboeta, fundado en 1921 por Joaquim Manso, que dejó de publicarse en diciembre de 1990. Era propiedad de Renascença Gráfica, poseedora de las instalaciones, la gráfica y el propio título. Su redacción estaba, desde la década de los años 1930, en el corazón del Bairro Alto.
Entre sus periodistas y colaboradores había importantes personalidades de la literatura y la cultura portuguesas, como Fernando Pessoa, Norberto Lopes, Norberto de Araújo, Rogério Pérez, Pedro Alvim, Manuel Anta, Ângela Caires, Mário Lindolfo, Ernesto Sampaio, João César Monteiro, Fernando Assis Pacheco, Rogério Rodrigues, Mário Castrim, Rodrigues da Silva, António Lopes Ribeiro, Mário Neves, Marina Tavares Dias, António José Teixeira, Acácio Barradas, Neves de Sousa o Luís de Sttau Monteiro.